# Рекреаційні ресурси Кіровоградської області
Рекреаційні ресурси Кіровоградської області — сукупність усієї наявної відпочинково-туристичної та відновно-оздоровчої інфраструктури Кіровоградщини.

## Основні параметри
Кіровоградська область володіє значним туристично-рекреаційним потенціалом. Помірно-теплий клімат, наявність родовищ мінеральних і радонових вод, неповторних природних і рукотворних пам'яток створюють сприятливі умови відпочинку та лікування.
Кіровоградщина особлива вже тим, що тут, неподалік від річки Доброї, в Добровеличківському районі, розташований геометричний центр України. На території області також розташований Чорноліський державний заповідник. Цікава область теж іншими визначими місцями.

## Оздоровчі заклади
Рекреаційні можливості Кіровоградщини забезпечують санаторно-курортні та оздоровчі заклади різних форм власності.
В Олександрії, серед зелених насадженнях із оздоровчим повітрям, розташований санаторій «Дружба».
Санаторій «Гусарське урочище» — куточок здоров'я та гостинності. Широке застосування мінеральної води «Гусарське урочище» у комплексі із сучасним лікуванням сприяє інтенсивному очищенню нирок, печінки, а також оновленню клітин крові.
На березі Дніпра, біля Кременчуцького водосховища, розташоване місто Світловодськ, де свої послуги пропонує пансіонат «Славутич», туристична база «Дніпро» та багато інших туристично-оздоровчих закладів.
На березі озера посеред лісу, багатого грибами, ягодами, горіхами, різнотрав'ям та квітами, пропонує сімейний відпочинок турбаза «Лісова пісня».
В екологічно чистих зонах області на берегах річок та водойм розташовані дитячо-оздоровчі табори «Бригантина», «Хвиля», «Чайка», «Колосок» та інші.
На базі Знам’янського родовища мінеральних радонових вод у Знам'янці функціонує багатопрофільний санаторій Знам'янська обласна бальнеологічна лікарня,  що надає послуги з лікування та реабілітації пацієнтів із захворюваннями опорно-рухового апарату, серцево-судинної та нервової систем, шлунково-кишкового тракту, шкіри, ендокринної системи, гінекологічними захворюваннями та патологіями, викликаними порушеннями обміну речовин.

## Туристичні об'єкти
Візитні картки області — залишки земляних валів фортеці святої Єлизавети, пам'ятника містобудування XIX—ХХ століть в обласному центрі, заповідники «Хутір Надія» і «Карпенків край», дендропарки «Веселі Боковеньки» і Онуфріївський Чорний ліс, дохристиянське капище Монастирище, козацький хрест у Петрівському районі та багато інших пам'яток, більшість із яких включено до екскурсійних маршрутів.

### Кропивницький

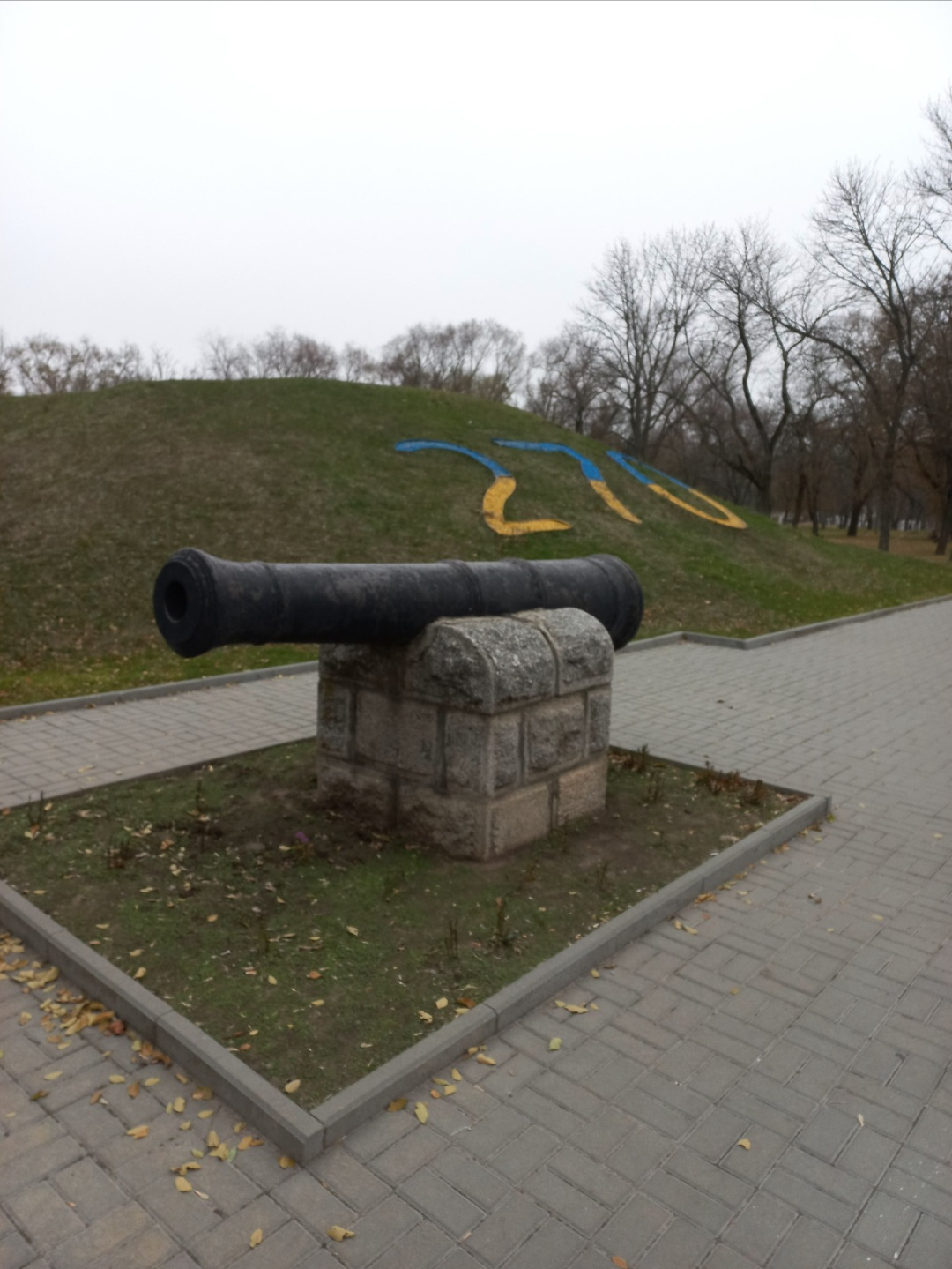
Одна з гармат Єлисаветинської фортеці, 2024

В Кропивницькому розташована Фортеця святої Єлисавети, що була побудована запорізькими козаками за наказом імператриці Єлизавети Петрівни і будучи головною базою на півдні Російської імперії зіграла одну з ключових ролей у перемозі над турками у війні 1768-1774 років, а у 1784 втративши військове значення фортеця отримала права міста Єлисаветграда і в подальшому виконувала тільки адміністративні функції.
У обласному центрі збереглися пам'ятки, що нагадують про засновників українського професійного театру. Тепер це меморіальний музей Марка Кропивницького, міський Літературний музей ім. Івана Тобілевича (Карпенка-Карого).
Неподалік від обласного центра розташований дуже відомий пам'ятник природи, історії та культури — заповідник-музей «Хутір Надія» — місце проживання та плідної творчої праці відомого українського драматурга, театрального діяча Івана Карповича Тобілевича (Карпенка-Карого).

### Онуфріївка
Онуфріївка відома своїми парками.
Онуфріївський дендропарк розбитий у XIX столітті графами Толстими (до цього ж роду належали письменники Толстой Лев Миколайович, Толстой Олексій Костянтинович, Толстой Олексій Миколайович).
Одним із найпривабливіших туристичних об'єктів є пам'ятка садово-паркового мистецтва кінця XIX століття Веселі Боковеньки. Сьогодні важко уявити, що колись серед посушливого південного степу не було жодного деревця. Нині парк площею 109 гектарів органічно увійшов у загальну територію дослідного лісового господарства.
За народними переказами назву цій місцевості дали чумаки, що зупинялися тут на спочинок, вечеряли і весело реготали.
У 1893 році палкий любитель і знавець природи Давидов Микола Львович заснував тут парк. Багато років збирав він у різних країнах світу саджанці та насіння цінних порід дерев, чагарників і висаджував їх на берегах річки Боковеньки. Тут можна побачити болотистий кипарис, унікальні породи горіхів, липи, кленів, тюльпанове та залізне дерево і навіть дуже рідкісне у наших широтах гінкго. Парк прикрашають водойми озера «Золота рибка», «Кит» і «Великий став» з островом.

### Чорний ліс
Найбільший масив Чорного лісу розташований у східній частині Кропивницького району, на околицях м. Знам'янка. Чорний ліс — це стародавнє урочище, що має безліч чудових, затишних куточків для відпочинку і захопливих туристичних подорожей. Тут можна оглянути залишки укріплень Чорноліського городища, яке існували в VII столітті до н. е, зазирнути у таїни загадкового озера і сфагнових боліт, помилуватися 400-літніми дубами, скуштувати воду з цілющих джерел.

### Бобринець
У місті діє історико-краєзнавчий музей. До архітектурних пам'яток належать споруджений у 1912 році Вознесенський собор (архітектор — Я. В. Паученко), Свято-Миколаївська церква та інші споруди кінця XIX. У міському парку встановлено пам'ятник корифею українського театру Марку Кропивницькому, який разом з Іваном Карпенко-Карим (Тобілевичем) у 60-х роках XIX століття організували в Бобринці самодіяльний драматичний гурток.
У Бобринці розвивається туризм. Встановлено нові велосипедні стоянки, прокладаються туристичні маршрути.